# Évolet Aceves
Évolet Aceves (Toluca, 1994) es una mujer transgénero, no binaria, escritora, psicóloga, periodista y fotógrafa mexicana. También es docente en la Universidad de Nueva York, columnista en Pie de Página y colaboradora en Nexos, entre otros medios.

## Trayectoria
La escritora declara que su educación básica sufrió debido a la crueldad y rechazo por parte de sus compañeros. No obstante, esa represión no solo sucitaba en su escuela, sino también en su casa.
Estudió psicología en la Universidad Autónoma del Estado de México y en la Universidad de Varsovia. Tiene un máster por la Universidad de Nuevo México, en Albuquerque y trabajó en Capgemini, Amazon y Microsoft.
Desde su labor como fotógrafa ha realizado dos exposiciones individuales; mientras que su obra se ha presentado en ferias del libro y universidades de América del Norte y Europa.
Participó en Monstrua, una antología de diez escritoras mexicanas coordinada por Brenda Lozano y Gabriela Jáuregui en 2022.

## Estilo artístico
Su escritura se basa en el misterio, la fantasía, el erotismo, el horror, el desamor y la moda.
 

Además, la escritora declara que: 
Mi novela es tanto una declaración de intenciones y defensa de la comunidad disidente de género, así como una sensibilización y acercamiento a la población de las vivencias de los grupos trans. Pues yo cuento desde dos puntos de vista fundamentales: la infancia y una mujer adulta trans. Desde las vicisitudes que atraviesa en una sociedad machista y transfóbica. 

## Influencias
Algunas de las influencias que Évolet reconoce son Guadalupe Amor, Amparo Dávila, Guadalupe Dueñas, Inés Arredondo, Francisco Rojas González, Salvador Novo, Carlos Monsiváis, Xavier Villaurrutia y Margo Su.

## Publicaciones
- Tapizado corazón de orquídeas negras (2023)[10][11][12]

## Premios y reconocimientos
En 2021 fue galardonada en el certamen de ensayo Jesús Reyes Heroles por la Universidad Veracruzana y Revista Praxis.